# Bailarines (Pettoruti)
Bailarines es un cuadro de 1918, obra del pintor argentino Emilio Pettoruti.

## Descripción
La obra, realizada en óleo, mide 77 x 55 cm. Representa a una pareja de hombres bailando un tango con perspectivas alteradas. El autor indicó años después que uno de los bailarines era el artista plástico argentino Xul Solar.

## Historia
La pintura, primera obra no realista (vinculada con el futurismo) incorporada a una colección pública, fue adquirida en 1926 por el gobierno de la Provincia de Córdoba en tiempos de Ramón J Cárcano con una fuerte polémica debido a su carácter vanguardista.
La pintura se exhibe en la colección permanente del Museo Superior de Bellas Artes Evita Palacio Ferreyra.